# 16142 Leung
16142 Leung è un asteroide areosecante. Scoperto nel 1999, presenta un'orbita caratterizzata da un semiasse maggiore pari a 2,2425135 au e da un'eccentricità di 0,2998510, inclinata di 8,83800° rispetto all'eclittica.
L'asteroide è dedicato allo studente statunitense Albert W. Leung.